# Cyprinodon rubrofluviatilis
Cyprinodon rubrofluviatilis es una especie de pez de la familia de los ciprinodóntidos en el orden de los ciprinodontiformes.

## Morfología
Los machos pueden alcanzar los 6 cm de longitud total.

## Distribución geográfica
Se encuentran en Norteamérica: Oklahoma y Texas (Estados Unidos).